# Moti Special
Moti Special – niemiecki zespół muzyczny założony w 1981 roku w Hamburgu, grający muzykę popową, nowofalową i elektroniczną, działający w latach 1981–1990. W pierwszym składzie zespołu znaleźli się: Manfred „Tissy” Thiers (śpiew, gitara basowa), Nils Tuxen (gitara), Michael Cretu (instrumenty klawiszowe) i Reinhard „Dicky” Tarrach (perkusja).

## Historia
Nazwę zespołu stworzył Thiers. Wpadł na pomysł, gdy zobaczył w indyjskiej restauracji w Londynie „danie specjalne” w menu. W zespole znaleźli się profesjonalni muzycy, pracujący równocześnie z innymi wykonawcami. Cretu, Tarrach i Thiers należeli do zespołu Arabesque, ponadto współpracowali z Boney M. i Alphaville.
Pierwsze single zespół wydał w 1984 roku. „Cold Days, Hot Nights” i „Don't Be So Shy” trafiły na listy niemieckich przebojów. W 1985 roku wytwórnia muzyczna Teldec wydała debiutancki album Moti Special Motivation.
W 1986 roku Cretu i Thiers założyli projekt Cretu & Thiers. Wydany w ramach tego projektu album Belle Epoque oraz single „Schools Out”, „When Love Is The Missing Word” (oba 1987) i „Don't Say You Love Me” (1988) nie odniosły sukcesu komercyjnego. W 1989 roku Cretu i Thiers odeszli z Moti Special. Thiers kontynuował pracę jako muzyk studyjny, a Cretu założył projekt muzyczny Enigma.
W 1989 roku do zespołu dołączył basista Andress Mosberg oraz klawiszowiec i wokalista Frank Ardahl. W tym samym roku ukazał się singel „In Love We Stand”. W 1990 roku wytwórnia muzyczna Polydor wydała drugi album zespołu pt. Dancing for Victory. Album wraz z singlami nie odniósł sukcesu. Pod koniec 1990 roku Moti Special rozwiązano.

## Dyskografia
- 1985 – Motivation
- 1990 – Dancing For Victory